# Municipio de St. Olaf
El municipio de St. Olaf (en inglés: St. Olaf Township) es un municipio ubicado en el condado de Otter Tail en el estado estadounidense de Minnesota. En el año 2010 tenía una población de 352 habitantes y una densidad poblacional de 3,77 personas por km².

## Geografía
El municipio de St. Olaf se encuentra ubicado en las coordenadas 46°9′10″N 95°49′18″O / 46.15278, -95.82167. Según la Oficina del Censo de los Estados Unidos, el municipio tiene una superficie total de 93.36 km², de la cual 82,65 km² corresponden a tierra firme y (11,47 %) 10,71 km² es agua.

## Demografía
Según el censo de 2010, había 352 personas residiendo en el municipio de St. Olaf. La densidad de población era de 3,77 hab./km². De los 352 habitantes, el municipio de St. Olaf estaba compuesto por el 99,43 % blancos, el 0,28 % eran amerindios y el 0,28 % eran de una mezcla de razas. Del total de la población el 0,57 % eran hispanos o latinos de cualquier raza.